# Juan de Dios de la Rada y Delgado
Juan de Dios de la Rada y Delgado (Almería, 13 août 1827-Madrid, 3 juillet 1901) est un écrivain, numismate et archéologue espagnol.

## Biographie
Il étudie le droit à Grenade où il dirige de 1849 à 1853 le secrétariat de l'Université et enseigne en chaire de notariat. Directeur du secrétariat de l'Université centrale de Madrid (1853-1856), professeur de droit en chaire de Disciplina Eclesiastica, il occupe à partir de 1856 la chaire d'archéologie et de numismatique de l’École supérieure de diplomatie, créée pour lui, école dont il sera directeur de 1876 à 1900. 
Archiviste (1882), il devient en 1891 le premier directeur du Musée archéologique national de Madrid. 
Directeur de plusieurs revues : Revista Universitaria, Museo Español de Antigüedades, Academia, correspondant de la Real Academia de la Historia (1854) dont il devient membre en 1875 et de l'Académie royale des beaux-arts de San Fernando, on lui doit aussi des romans historiques. 
En outre, il fut sénateur pour Lérida (1886) et Castellón de la Plana (1893-1894).

## Travaux
- Crónicas catalanas. Don Ramon Berenguer (El viejo). Conde de Barcelone, 1858
- Historia de la Villa y Corte de Madrid, avec J. Amador de los Rios, 4 vols., 1860-1864
- Viaje a Oriente de la fregata Arapiles y lacomisión cientifica que llevo a su bordo, 3 vols., 1876-1882
- Catalogo del Museo Arqueologico National, 2 vols., 1883
- La necropolis de Carmona, 1885
- Bibliografia Numismatica Española, 1886
- Catalogo de monedas arabigas española que se conservan en el Museo Arqueologico Nacional, 1892
- Espejos etruscos que se conservan en el Museo Arqueologico Nacional, 1894

## Distinctions
- Chevalier de l'ordre de Charles III d'Espagne
- Grand-croix de l'ordre d'Isabelle la Catholique